# Phong Nha-Ke Bang
Phong Nha-Kẻ Bàng er en nationalpark i Vietnam som i 2003 kom på UNESCOs verdensarvsliste.
Phong Nha-Ke Bang ligger 500 km syd for Hanoi, 1230 km nord for Ho Chi Minh-byen, 40 km nord for Dong Hoi. Parken grænser mod vest op mod Laos.
Parken har over 300 huler og grotter med en samlet længde på 126 kilometer, mange huler har underjordiske floder.
Grotten Thien Duong, der blev opdaget i 2005, har en længde på omkring 31 km og er nationalparkens længste. Grotten er enorm med højder på op til 100 meter og bredder på op til 150 meter. Der er offentlig adgang til den yderste del af grotten.
I april 2009 opdagede britiske opdagelsesrejsende en ny hule her, som fik navnet Son Doong. Udforskerne hævdede, at det var "den største grotte i verden". 
Ud over huler og grotter, har denne park også en stor biodiversitet.

## Flora
Endemiske arter i denne nationalpark er: Burretiodendron hsienmu, Cryptocarya lenticellata,Deutrizanthus tonkinensis, Eberhardtia tonkinensis, Heritiera macrophylla, Hopea sp., Illicium parviflorum, Litsea baviensis, Madhuca pasquieri, Michelia faveolata, Pelthophorum tonkinensis, Semecarpus annamensis, Sindora tonkinensis.
Biologer har opdaget tre sjældne orkidé-arter i parken.
Blandt de orkidéer, som i øvrigt findes i parken, kan nævnes: Paphiopedilum malipoense, Paphiopedilum dianthum, Paphiopedilum concolor.